# 秃净灰毛豆
秃净灰毛豆（学名：Tephrosia purpurea var. glabra）为豆科灰毛豆属下的一个变种。

## 扩展阅读
- 維基物種上的相關：秃净灰毛豆